# Gelida
Gelida est une commune de la province de Barcelone, en Catalogne, en Espagne, de la comarque d'Alt Penedès

## Démographie
Elle comptait 7.085 habitants en 2011.

## Personnalités
- Swami Shilananda (Pierre Julia), (1925-), un prêtre jésuite, missionnaire en Inde est né à Gelida.